# Gregorio Luri Medrano
Gregorio Luri Medrano, (Azagra, Navarra, 1955) es un filósofo, pedagogo y ensayista español.

## Biografía
Tras concluir sus estudios con los Capuchinos, Luri estudió Magisterio en Pamplona, y posteriormente se trasladó a El Masnou (Barcelona) en 1978. Es doctor en filosofía por la Universidad de Barcelona y licenciado en Ciencias de la Educación. Fue Premio Extraordinario de Licenciatura en Ciencias de la Educación y Premio de Doctorado en Filosofía.
Ha trabajado como maestro de primaria, como profesor de filosofía en bachillerato y como profesor universitario.
Es columnista de The Objective y escribió columnas en otros periódicos, como Ara.
Está casado y tiene dos hijos.

## Publicaciones
Ha publicado varios textos de política, filosofía y pedagogía. Es coordinador del volumen La razón del mito (2000). Es autor, entre otros, de los libros:
- El proceso de Sócrates (ed. Trotta, 1998).
- Prometeos. Biografía de un mito (ed. Trotta, 2002).
- Guía para no entender a Sócrates (ed. Trotta, 2004).
- El neoconservadorisme americà (Angl Editorial, 2006)
- La escuela contra el mundo (ed. CEAC, 2010).[6]
- Introducción al vocabulario de Platón (ed. Ecoem, 2011).
- Erotismo y prudencia: Biografía intelectual de Leo Strauss (Encuentro, 2012)
- El valor del esfuerzo (ed. Proteus, 2012).
- Por una educación republicana (Proteus, 2013)
- Mejor educados. El arte de educar con sentido común (ed. Planeta, 2014).
- Seguint les passes dels almogàvers (ed. Mediterrània, 2014).
- ¿Matar a Sócrates?: El filósofo que desafía a la ciudad (ed. Ariel, 2015).
- Aforismos que nunca contaré a mis hijos (ed. Siltolá, 2015).
- El cielo prometido. Una mujer al servicio de Stalin (ed. Ariel, 2017).[7]
- El deber moral de ser inteligente. Conferencias y artículos sobre la educación y la vida (ed. PFFES, 2018).
- La imaginación conservadora: Una defensa apasionada de las ideas que han hecho del mundo un lugar mejor (ed. Ariel, 2019).[8]
- El amparo de las sombras (Aforismos) (ed. Siltolá, 2019).
- Sobre el arte de leer: 10 tesis sobre la educación y la lectura (ed. Plataforma, 2020).
- La escuela no es un parque de atracciones. Una defensa del conocimiento poderoso (ed. Ariel, 2020).
- El recogimiento: la aventura del yo (Instituto Artes Escénicas y Música, 2021).
- La mermelada sentimental: Cinco años de artículos en "The Objective" (ed. Encuentro, 2021).[9]
- El eje del mundo: la conquista del yo en el siglo de oro español (ed. Rosamerón, 2022).

## Premios
- Premio MEP (Mejora tu Escuela Pública, 2017).[2]
- Cruz de Carlos III, el Noble, otorgado por el Gobierno de Navarra (agosto de 2020).[10]